# Franz Gabl
Franz Gabl, né le 29 décembre 1921 à Sankt Anton et mort le 23 janvier 2014, est un skieur alpin autrichien, membre du Ski Club de l'Arlberg.

## Palmarès

### Jeux olympiques d'hiver
| Épreuve / Édition    | Descente | Slalom géant                     | Slalom | Combiné |
| JO 1948 Saint-Moritz | Argent   | Épreuve inexistante à cette date | —      | Abandon |

### Championnats du monde
| Épreuve / Édition    | Descente | Slalom géant                     | Slalom | Combiné                          |
| JO 1948 Saint-Moritz | Argent   | Épreuve inexistante à cette date | —      | Abandon                          |
| Mondiaux 1950 Aspen  | 11e      | 35e                              | 9e     | Épreuve inexistante à cette date |